# Тор (спомагателен крайцер)
 Тази статия е за Тор (спомагателен крайцер).  За Тор (митология) вижте Тор (митология).  
Тор (на немски: Thor, HSK-4) е спомагателен крайцер на Немския флот от времето на Втората световна война. Това е преустроения товарен кораб „Санта Круз“ (на немски: Santa Cruz), в германския флот е познат като „Шиф-10“ (на немски: Schiff 36), в Кралския флот получава обозначението – „Рейдер „E““.
Той е един от най-малките спомагателни крайцери на Германия, но в същото време е и един от най-резултатните кораби. За двата си похода той потопява спомагателен крайцер и 17 търговски съда, а също пленява още 4, с общ тонаж примерно 152 000 брт за 642 дни прекарани в поход.

## История
Корабът е построен в Хамбург на стапелите на фирмата „Дойче верфт“ (на немски: Deutsche Werft AG Hamburg-Finkenwärder) за Олденбургско-Португалского параходно дружество и е спуснат на вода на 16 март 1938 г.под името „Санта Круз“. На 4 септември 1939 г. е реквизиран от Кригсмарине, след което е преоборудван във военен кораб. „Тор“ влиза в строя на германския флот на 15 март 1940 г. като спомагателен крайцер HSK-4.

## Бойни действия

### Първи поход
На 6 юни 1940 г. под командването на капитан-цур-зе Ото Келер (на немски: Otto Kähler) „Тор“ тръгва за своя първи поход, а през нощта на 16 срещу 17 юни влиза в Северния Атлантик.
На 1 юли 1940 година е пленен холандския транспорт „Кертозоно“ с екипаж от 56 души. Келер изпраща кораба във Франция.
На 6 юли 1940 г., „Тор“ пресича екватора.
Втора жертва, на 7 юли 1940 г., е британския сухогруз „Делембър“, който забелязвайки рейдера се опитва да избяга. След като скъсява разстоянието на 8 km, „Тор“ открива огън, след което кораба се предава. Неговият капитан – Прет, един пътник и 43 моряка стават пленници. След това съда е миниран, взривен и потопен.
Третата жертва, 9 юли 1940 г., е белгийския „Брюге“, който се предава след третия предупредителен изстрел. 44 моряка, вкл. капитан Бум, са пленени. Съдът е миниран и потопен.
На 14 юли 1940 г., до остров Тринидад, без съпротива, е спрян британския транспорт „Грейсфилд“ с екипаж от 36 души. Транспортът е потопен с 40 150 mm снаряда и едно торпедо.
Следваща жертва е въглевозът „Уендовер“ на 16 юли 1940 г. „Тор“ привечер успява да се приближи на близка дистанция и веднага открива огън на поражение. От поредния залп англичанинът се запалва, появяват се и първите жертви. Обстрелът продължава, докато на „Уендовер“ не замлъква радиостанцията. От 40 члена на екипажа при обстрела загиват двама, в т.ч. и радиста. Още двама умират от раните си, вече на борда на „Тор“. Горящия съд е потопен със снаряди.
На следващия ден (17 юли 1940 г.) спират холандския сухогруз „Тела“ без съпротива. 33 моряка се добавят към пленниците. Сухогрузът е миниран, взривен и потопен.
Командването на флота отбелязва успехите на „Тор“ (за 17 дни 6 съда) и на 20 юли 1940 г. са представени за награда 30 души от екипажа.
На 28 юли 1940 г. „Тор“ за първи път се среща с противников спомагателен крайцер. Британският контраадмирал Хенри Харууд изпраща крайцера „Алкантара“ за патрулиране в района на Пернамбуко – остров Тринидад. Харууд се надява да спре германския рейдер, ако той се отправи на юг. Действително именно „Алкантара“ намира неизвестния кораб и капитан Дж. Дж. П. Инхем заповядва да се започне преследване. В 12:00 часа от „британеца“, който следва почти по килватера немския кораб, се изпраща дълга зашифрована радиограма. Радистите на „Тор“ се опитват да я заглушат със смущения. Келер разбира, че не може да се отклони от боя. Той нарежда да се свали маскировката на кораба и влиза в боя. „Тор“, обстрелва англичаните добре прикрит от димни завеси, получава само две попадения, като един от снарядите така и не детонира. „Алкантара“ е значително по-пострадал, получава и снаряд във водолинията, което води до голям крен. Келер, заповядва да се постави димна завеса и да се излезе от боя окончателно, опасявайки се, че към мястото на битката вече са се насочили и други английски кораби.
На 25 август към 28 август 1940 г. „Тор“, след среща с танкера „Рекум“, попълва запасите си с гориво.
На 30 август 1940 г. по заповед на командването са представени за награда капитана на кораба и още 50 души.
На 26 септември самолетът „Арадо“ забелязва голям кораб, който рейдера спира след час. Норвежката Лов на китовекитобойна база „Космос“ е много ценна награда, но капитан Келер няма как да я изпрати в Европа. „Космос“ е миниран, взривен и потопен.
На 8 октомври попадат на следващия голям съд. „Тор“ започва преследване, а когато разстоянието намалява сваля маскировката и открива огън. Транспортът се опитва да избяга, излъчвайки сигнали за тревога, които немците се опитват да заглушат. Хладилният кораб „Нейша“ получава осем или девет 150 mm снаряда. Корабът е довършен с торпедо и 35 снаряда.
В периода 9 ноември до 16 ноември „Тор“ се среща със снабдителния кораб „Рио Гранде“. Всички пленници, освен капитаните, са прехвърлени на „Рио Гранде“, а „Тор“ попълва запасите си.
На 5 декември наблюдателите забелязват на разстояние примерно 4 мили излизащ от мъглата много голям съд, разпознат като спомагателен крайцер. За час сражение високобордният „Карнарвон Кесъл“, представляващ прекрасна цел за добре тренираните немски артилеристи, получава не по-малко от осем 150 mm снаряда, които предизвикват няколко пожара. В 8:03 британският спомагателен крайцер, внезапно обръща на север и без да намалява скоростта започва да бяга. След 6 минути вече не се забелязва.
На 22 декември 1940 година Келер получава от командването награда – Рицарски кръст.
На 1 февруари 1941 г. „Тор“ пресича екватора.
На 16 февруари 1941 „Тор“ се среща със снабдителния съд „Алстеруфер“, от който получава боеприпаси.
След дълга пауза, на 25 март 1941 г., нова жертва на „Тор“ става товаропътническия лайнер „Британия“. Тъй като радиостанцията му без прекъсване изпраща шифровани съобщения, обстрелът по него продължава до потапянето на лайнера. Ото Келер, ръководейки се от информацията, която му дават радистите и надявайки се, че помощта ще пристигне след няколко часа не спасява бедстващите. Това води до почти двеста жертви.
В същия ден (25 март 1941 г.) рейдера спира с предупредителен изстрел шведския въглевоз „Троллехолм“. Корабът е миниран и потопен, а екипажа му от 31 души е пленен.
На 4 април 1941 г. вахтените забелязват силен дим, през който скоро се забелязали и две мачти. Келер решава, че това е „неутрален“, заповядва да се издигне гръцки флаг, но за всеки случай обявява и бойна тревога. Този път противник на „Тор“ става спомагателния крайцер „Волтер“. Три минути след началото на боя в средната част на „Волтер“ вече има много силен пожар. За цялото сражение британският кораб няма нито едно попадение във врага. Накрая британеца вдига белия флаг. Немските моряци спасяват 197 от 269 души екипаж.
Последна жертва на първия поход, на 16 април 1941 г., става шведския рудовоз „Сър Ернест Касел“. 45 моряци са взети в плен, а самият кораб е миниран и потопен.
Първият поход на „Тор“ завършва на 30 април 1941 година
Крайния резултат от него са 12 потопени и пленени съда, а също и уникалните за историята на Втората световна война три сражения със спомагателни крайцери на противника.

### Втори поход
Първият опит за отплаване на „Тор“ на втори поход започва на 19 ноември 1941 г.. Към този момент корабът е модернизиран – старите оръдия са сменени с нови 150 mm оръдия Tbk С/36, поставен е радар. Но вечерта на следващия ден, „Тор“ се сблъсква с шведския рудовоз „Ботниа“, който бързо потъва. Заради получените повреди „Тор“ се връща в базата за ремонт. Второто отплаване е на 30 ноември 1941 г..

### Гибел
„Тор“ потъва на 30 ноември 1942 г. в резултат на пожар на немския танкер „Алтмарк“, към който е долепен, 13 души от екипажа му загиват. „Алтмарк“ и „Нанкин“ в резултат на повредите също потъват. Екипажът на танкера дава 53 жертви. Причина за взрива, може би, е случайна искра при ремонтни работи в горивните резервоари на танкера.. Официално разследване за причините за катастрофата така и не е направено.

### Резултати
Потопени и пленени съдове, първи поход:
| Дата              | Име               | Тип                  | Принадлежност  | Тонаж, брт | Товар                     | Съдба                         |
| ----------------- | ----------------- | -------------------- | -------------- | ---------- | ------------------------- | ----------------------------- |
| 1 юли 1940        | Kertosono         | товарен кораб        | Нидерландия    | 9290       |                           | пленен, изпратен в Лориан     |
| 7 юли 1940        | Delambre          | товарен кораб        | Великобритания | 7030       |                           | миниран, взривен и потопен    |
| 9 юли 1940        | Bruges            | товарен кораб        | Белгия         | 4985       | 6746 тона пшеница         | миниран, взривен и потопен    |
| 14 юли 1940       | Gracefield        | товарен кораб        | Великобритания | 4630       | 7430 тона пшеница и трици | потопен с артилерия и торпедо |
| 16 юли 1940       | Wendover          | товарен кораб        | Великобритания | 5490       | 7250 тона въглища         | миниран, взривен и потопен    |
| 17 юли 1940       | Tela              | товарен кораб        | Нидерландия    | 3775       | 5451 тона зърно           | миниран, взривен и потопен    |
| 26 септември 1940 | Kosmos            | танкер с китова мас  | Норвегия       | 17 800     | 17 662 тона китова мас    | потопен с артилерия           |
| 9 октомври 1940   | Natia             | хладилен кораб       | Великобритания | 8715       |                           | миниран, взривен и потопен    |
| 25 март 1941      | Britannia         | пътнически лайнер    | Великобритания | 8800       |                           | потопен с артилерия           |
| 25 март 1941      | Trolleholm        | товарен кораб        | Швеция         | 5045       | въглища                   | потопен с артилерия           |
| 4 април 1941      | Voltaire          | спомагателен крайцер | Великобритания | 13 245     |                           | потопен от артилерия след бой |
| 16 април 1941     | Sir Ernest Cassel | рудовоз              | Швеция         | 7740       |                           | миниран, взривен и потопен    |

Втори поход:
| Дата          | Име         | Тип            | Принадлежност  | Тонаж, брт | Товар | Съдба                         |
| ------------- | ----------- | -------------- | -------------- | ---------- | ----- | ----------------------------- |
| 23 март 1942  | Pagasitikos | товарен кораб  | Гърция         | 3490       |       | потопен с торпедо             |
| 30 март 1942  | Wellpark    | товарен кораб  | Великобритания | 4650       |       | потопен с торпедо             |
| 1 април 1942  | Willesden   | товарен кораб  | Великобритания | 4565       |       | потопен с артилерия и торпедо |
| 3 април 1942  | Aust        | товарен кораб  | Норвегия       | 5630       |       | миниран, взривен и потопен    |
| 10 април 1942 | Kirkpool    | товарен кораб  | Великобритания | 4840       |       | потопен с артилерия и торпедо |
| 10 май 1942   | Nankin      | товарен кораб  | Великобритания | 7130       |       | пленен, изпратен в Япония     |
| 14 юни 1942   | Olivia      | танкер         | Нидерландия    | 6305       |       | потопен с артилерия           |
| 19 юни 1942   | Herborg     | танкер         | Норвегия       | 7890       |       | пленен, изпратен в Япония     |
| 4 юли 1942    | Madrono     | танкер         | Норвегия       | 5895       |       | пленен, изпратен в Япония     |
| 20 юли 1942   | Indus       | хладилен кораб | Великобритания | 5185       |       | потопен с артилерия           |

За двата му похода тонажът на потопените и пленени от „Тор“ съдове е примерно 152 000 брт.

## Коментари
1. ↑  От на немски: Handelsstörkreuzer, което означава спомагателен крайцер номер 4.
2. ↑  „Шиф-10“ (нем. „Schiff 10“) – в превод от немски език означава „Плавателен съд № 10“.
3. ↑  Капитан-цур-зе (на немски: Kapitän zur See) – съответства на званието капитан 1-ви ранг.
4. 1 2  Резултатите на „Тор“: Первый поход Архив на оригинала от 2015-10-02 в Wayback Machine., Второй поход Архив на оригинала от 2013-11-10 в Wayback Machine., Thor – War Records Архив на оригинала от 2014-03-05 в Wayback Machine. ((en)). Тонажът на съдовете посочени в таблицата според други източници може да е различен.